# Utetheisa duplolunata
Utetheisa duplolunata är en fjärilsart som beskrevs av St.-statt. 1939. Utetheisa duplolunata ingår i släktet Utetheisa och familjen björnspinnare. Inga underarter finns listade i Catalogue of Life.